# لالجین
لالِجینْ (لاله‌جینْ) شهر لالجین یکی از شهرهای شمالی استان همدان است که در بخش لالجین شهرستان بهار واقع شده‌است. این شهر در طول جغرافیایی ۴۸ درجه و ۲۸ دقیقهٔ شرقی و عرض جغرافیایی ۳۴ درجه و ۵۸ دقیقهٔ شمالی قرار گرفته و ۱۷۳۱ متر از سطح دریا ارتفاع دارد.
برپایهٔ سرشماری سال ۱۳۸۵ خورشیدی، لالجین جمعیتی بالغ بر ۱۴٬۶۸۹ نفر را در خود جای داده و بخش لالجین با وسعت ۵۰۸ کیلومتر مربع و جمعیت ۴۴٬۵۶۸ نفر به عنوان دومین شهر شهرستان بهار شناخته می‌شود. قحطی سال۱۲۵۰ و شورش مردم علیه غلامعلی خزایی (خان وقت) در سال ۱۳۳۱ خورشیدی از وقایع مهم این شهر محسوب می‌شود.
لالجین در محاورات مردم استان همدان اغلب به‌صورت «لَلین» و «لالون» تلفظ می‌شود. لالجین در ۵ کیلومتری بهار و ۱۸ کیلومتری همدان قرار گرفته است.

## وجه تسمیه
به اعتقاد برخی از محققان، نام کنونی شهر لالجین تغییریافتهٔ واژهٔ «لاچین» است که نام پرنده‌ای شکاری و عنوان یکی از قبیله‌های ترک بوده‌است. از همین روی به احتمال زیاد در گذشته قبیلهٔ مذکور این منطقه را برای سکونت برگزیده و ساکن آن شده‌اند. به همین جهت شهر لالجین به این نام مشهور گشته و به‌عنوان سرزمین ترکان لاچین شناخته شده است. شهری به نام لاچین در جمهوری آذربایجان است که از سال ۱۹۹۲تا ۲۰۲۰ ارمنستان آن را اشغال کرده بود ولی جمهوری آذربایجان آن را درسال ۲۰۲۰ آزاد کرد. به اعتقاد برخی مورخان، گروهی از قبیله ترک لاچین در قرن ۱۱میلادی از جنوب ترکمنستان به هند و آذربایجان مهاجرت کردند که از شاخص‌ترین افرادی که به قبیله لاچین هند تعلق دارند بیدل دهلوی شاعر بزرگ سبک هندی است. همین‌طور قبیله لاچین شهرهایی را در آذربایجان مانند لالجین در همدان و لاچین در جمهوری آذربایجان ساختند.
به اعتقاد گروهی دیگر از محققان، واژهٔ لاله‌جین (لالجین) از دو بخش «لاله» و «جین» تشکیل یافته‌است. جین پسوند مکان برای برخی از شهرها و روستاهای استان همدان نظیر توی‌جین، دیوجین، فارس‌جین، گنده‌جین و وفرجین است؛ برهمین اساس، لاله‌جین (لالجین) به معنای آبادی لاله است.
به اعتقاد برخی از اهالی شهر، لشکر چنگیزخان مغول به هنگام گذر از همدان وارد لالجین شده و گروهی از اهالی این شهر را به چین فرستاده تا از هنرمندان آن سرزمین سفالگری را بیاموزند. این افراد پس از آموختن سفالگری به لالجین برگشته‌اند و از همین روی این روستا «لاله‌چین» نام گرفته است.
اما «لاله‌جین» تحریر و تلفظ فارسی نام این شهر بوده و نام صحیح آن به شکل ترکی آذری یعنی «لَلین» یا «لالون» است. اهالی لالجین نام شهر خویش را «لَلین» تلفظ می‌کنند؛ اما مردم غیربومی به ویژه اهالی بهار نام این شهر را از دوران کهن به صورت «لالون» تلفظ کرده‌اند. در اصل هر دو اصطلاح «للین» و «لالون» تلفظ یک کلمه با دو لهجهٔ متفاوت است.

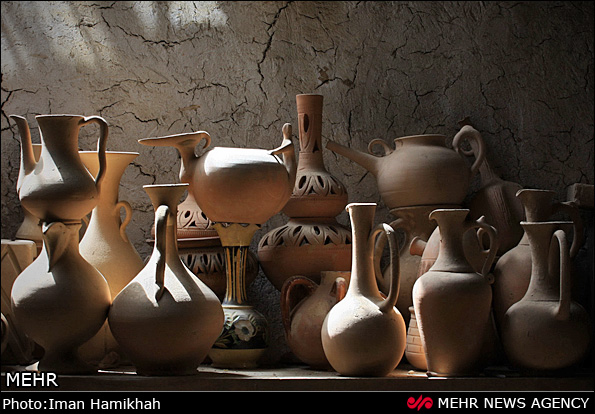

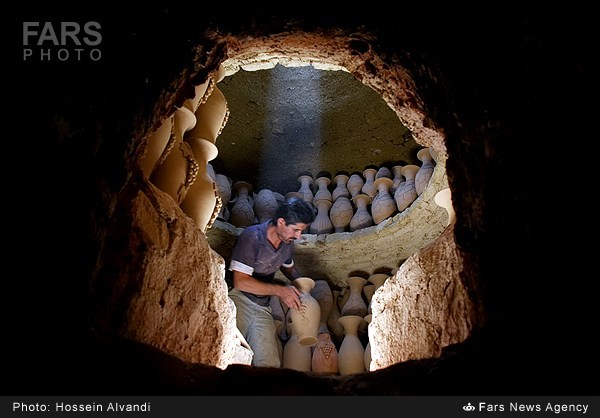

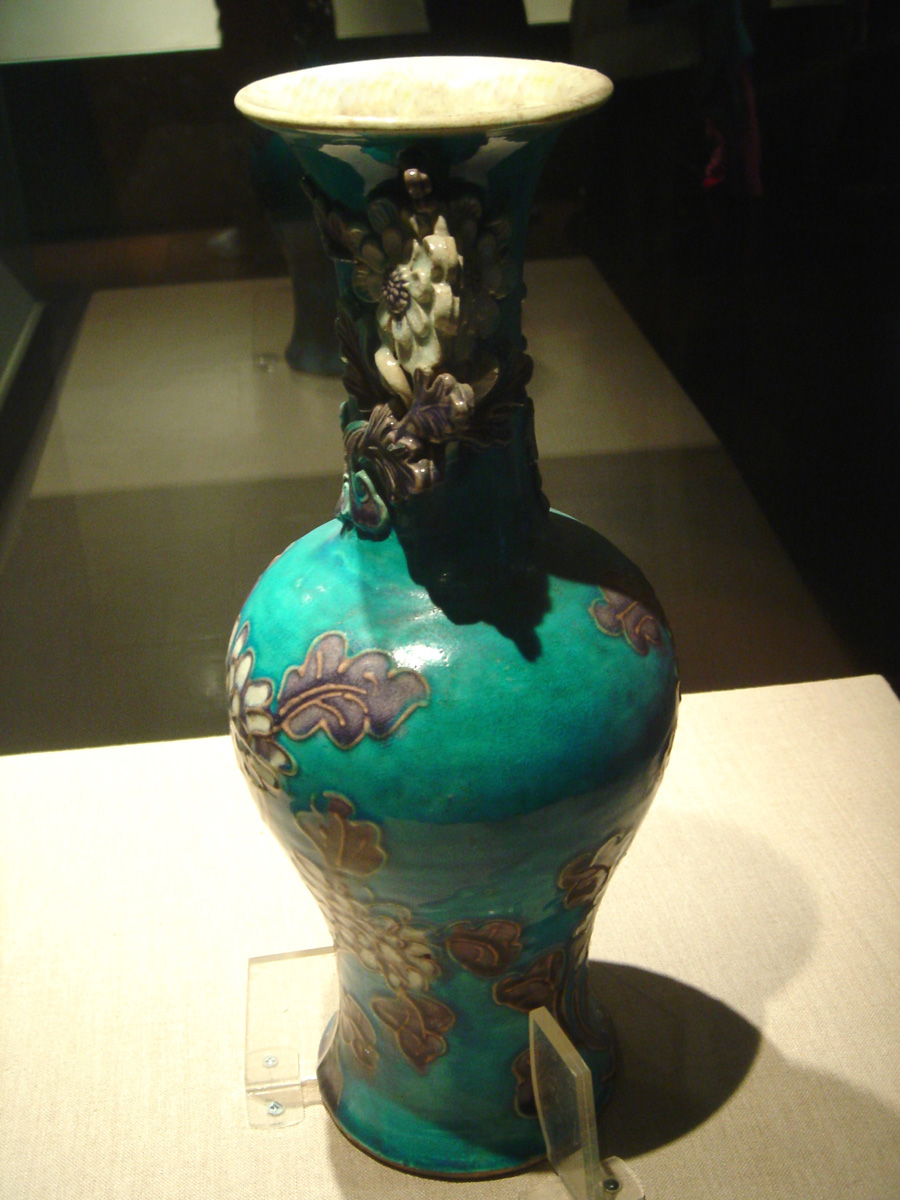

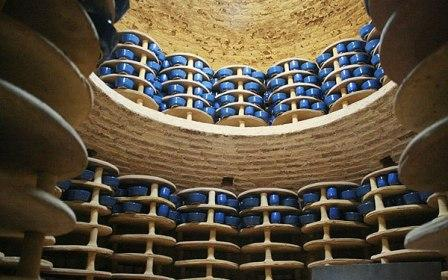

## مردم لالجین

### جمعیت
بر پایه سرشماری عمومی نفوس و مسکن در سال ۱۳۹۵ جمعیت این شهر ۱۵٬۹۴۶ نفر (۴٬۱۱۵ خانوار) بوده‌است.
برپایهٔ سرشماری عمومی نفوس و مسکن مرکز آمار ایران، جمعیت لالجین در نخستین سرشماری رسمی ایران در سال ۱۳۳۵ خورشیدی بالغ بر ۲٬۴۶۸ نفر بوده که این تعداد در سال ۱۳۴۵ خورشیدی به ۲٬۸۴۳ نفر، در سال ۱۳۵۵ خورشیدی به ۴٬۰۵۱ نفر، در سال ۱۳۶۵ خورشیدی به ۸٬۲۶۱ نفر و در سال ۱۳۷۵ خورشیدی به ۱۱٬۹۳۶ نفر افزایش یافته‌است.
براساس سرشماری عمومی نفوس و مسکن سال ۱۳۸۵ خورشیدی، جمعیت لالجین در این سال بالغ بر ۱۴٬۶۸۹ نفر بوده که از این تعداد، ۷٬۵۹۲ نفر مرد و ۷٬۰۹۷ نفر زن بوده‌اند؛ همچنین برپایهٔ همین سرشماری، شمار افراد باسواد این شهر ۱۱٬۰۳۱ نفر و شمار افراد بی‌سواد ۲٬۴۹۰ نفر بوده است.
جمعیت لالجین پس از سال ۱۳۲۹ خورشیدی رو به افزایش نهاده است؛ به گونه‌ای که بیش‌ترین میزان رشد جمعیت این شهر مربوط به سال‌های ۱۳۵۵ تا ۱۳۶۵ خورشیدی است که طی این مدت جمعیت لالجین سالیانه به‌طور میانگین ۴٫۵ درصد افزایش یافته است. رشد جمعیت این شهر در بیست سال گذشته کاهش یافته است.

### زبان گویش و تبار
ساکنین لالجین به لهجه‌ای خاص از زبان ترکی آذربایجانی سخن می‌گویند که نسبتاً با گویش مردم آذربایجان متفاوت بوده و از نظر لحن تکلم به ترکی قشقایی‌های استان فارس و ترکی شاهسونی استان‌های قم و مرکزی نزدیک است. 

### پیشینه سکونت
برطبق اسناد به‌دست آمده از حفاری‌های چهارراه مرکزی لالجین، همچون سنگ قبرهای متعلق به قرن پنجم هجری که هم‌اکنون در موزهٔ تپهٔ هگمتانهٔ همدان نگهداری می‌شوند، پیشینهٔ استقرار و سکونت در این ناحیه، فراتر از سدهٔ پنجم هجری است.

## آب و هوا
شهر لالجین ایستگاه مستقل هواشناسی نداشته و تنها ایستگاه باران‌سنجی در این شهر ایجاد شده‌است. البته باتوجه به نزدیکی لالجین به ایستگاه‌های هواشناسی همدان و بهار که اختلاف چندانی از لحاظ فاصله و ارتفاع باهم ندارند، میانگین دمای سالانهٔ منطقه ۱۰٫۵ درجهٔ سانتی‌گراد بالای صفر است که میانگین بیش‌ترین دمای سالانه مربوط به تیرماه با ۲۴ درجهٔ سانتی‌گراد بالای صفر و میانگین کم‌ترین دمای سالانه مربوط به دی‌ماه با ۵ درجهٔ سانتی‌گراد زیر صفر است. میانگین روزهای یخبندان منطقه نیز ۱۳۶٫۳ روز بوده که از آذرماه آغاز شده و تا فروردین ادامه می‌یابد.

## مالکیت
چهار دانگ از کل زمین‌های لالجین متعلق به خان لالجین (غلامعلی خزایی) بوده و دو دانگ دیگر آن نیز به نصرت‌الملک علی‌خان پسر رستم‌خان قراگزلو تعلق داشته است. نصرت‌الملک این دو دانگ را مهریهٔ همسرش زبیده (دختر فتحعلی شاه) قرار داد.
امروزه دو دانگ سهم نصرت‌الملک علی‌خان پسر رستم‌خان قراگزلواز شهر لالجین موقوفه بوده و این امر مشکلات بسیاری را در پی داشته‌است. البته سازمان اوقاف و امور خیریه، مدرک معتبری مبنی بر موقوفه‌ بودن زمین‌ها به مسئولان و معتمدان این شهر (از جمله شورای شهر لالجین) ارائه نکرده است.

## کشاورزی
شهر لالجین در دشت نسبتاً همواری واقع شده و رودخانهٔ قوری‌چای در شمال و رودخانهٔ یکه‌چای در جنوب آن جریان دارد. این منطقه از لحاظ آب‌های زیرزمینی بسیار غنی بوده و ساکنان آن به ایجاد چاه‌های عمیق و نیمه‌عمیق روی آورده‌اند.
موتورهای آب موجود در پیرامون لالجین، آب موردنیاز کشاورزی در این منطقه را فراهم آورده و اغلب ساکنان به کشت انگور یاقوتی، جو، چغندرلبویی، سیب‌زمینی، و گندم بنفش اشتغال دارند. پیش‌تر آبیاری باغ‌ها و زمین‌های کشاورزی شهر از طریق چشمه‌ها، رودخانه‌ها و کاریزها صورت می‌گرفت که هنوز هم برخی از کاریزهای تاریخی مربوط به دورهٔ صفویه در شمال و شمال غرب شهر دیده می‌شوند.

## پیشینه
لالجین در طول تاریخ دو بار به‌شدت ویران گشته است؛ یکی در حمله مغول‌ها و دیگری در یورش افغان‌ها. یورش افغان‌ها به سرکردگی محمود افغان از رئیسان طایفهٔ غلجایی که در اواخر دورهٔ صفویه به شهرهای بزرگ و کوچک ایران همچون اصفهان، قزوین و کاشان تاخته و به کشتار و چپاول مردم پرداختند، ویرانگرتر از سایر موارد بوده است؛ چراکه هنوز هم کلمات اوغان (افغان) و ازبک در ذهن سالخوردگان تداعی ترس را به همراه دارد.
علاوه بر مغول‌ها و افغان‌ها، لالجین توسط مردآویج و خوارزمشاه نیز ویرانی‌هایی را بر خود دیده است؛ به گونه‌ای که راوندی در راحةالصدور راجع به همدان و روستاهای پیرامون آن می‌نویسد:
خوارزمشاه در سال ۵۹۰ ه‍.ق به دارالملک همدان رسید و عراقیان را که در همدان استقرار یافته بودند، خوار و خاکسار داشت… و آثار آبادانی نگذاشت و لشکر از دهات خاک برگرفتند و در میان دیزج و قاسم‌آباد کوشک‌ها بنا کردند.
حمدالله مستوفی در نزهةالقلوب راجع به لالجین می‌نویسد:
همدان ولایتش پنج ناحیت دارد. اول فریوار در حوالی شهر است تا دو فرسنگی (در سمت اسدآباد) هفتاد و پنج پاره دیه است و شهرستانه و لالجین و فخرآباد و قاسم‌آباد و کوشک‌باغ و… از حساب فریوار است.
آن‌گونه که از نوشتهٔ مستوفی برداشت می‌شود، لالجین در سدهٔ هشتم هجری از مهم‌ترین و بزرگ‌ترین دهستان‌های منطقهٔ همدان به‌شمار می‌رفته است؛ چراکه نویسنده تنها به نام لالجین و چهار روستای بزرگ دیگر از میان ۷۵ روستای بخش فریوار اشاره کرده است.
عموم مردم لالجین جایگاه پیشین این شهر را سمت شمال و شمال غربی آن می‌دانند؛ چنانچه هنوز هم در این منطقه از شهر به هنگام کند و کاو زمین، آثاری از تنور، چاه، خشت و سفال به‌دست می‌آید. به اعتقاد برخی از محققان، لالجین قدیم در سمت جنوب غربی شهر امروزی قرار داشته است؛ البته ریش‌سفیدان این مطلب را تأیید نکرده و منطقهٔ مذکور را خرابه‌های روستای موسی‌آباد (میس‌یووا) می‌دانند؛ به‌طوری که در تاریخ مفصل همدان نیز از این روستا سخن به میان آمده است.
موسیاباد از آبادی‌های قدیم است که تقریباً نهصد سال قبل وجود داشته و از وجود محدثان و علما بهره‌مند بوده است. «ابوالعباس احمد بن محمد موسیابادی» از راویان قرن پنجم و «ابوعبدالله حسین بن جعفر بن حمدان موسی‌آبادی واعظ» از علمای قرن پنجم… منسوب به آنجاست.

## انتخاب به‌عنوان شهر جهانی سفال
بهمن نامور مطلق معاون صنایع دستی و هنرهای سنتی کشور از انتخاب لالجین به عنوان شهر جهانی سفال خبر داد و افزود: در راستای ارسال پرونده‌های این دو شهر (لالجین و مشهد) به شورای جهانی صنایع دستی، داوران این شورا اردیبهشت ماه سال۱۳۹۵ازشهرهای مشهد و لالجین بازدید کردند و داوری خود را ارائه دادند و نتایج آن را برای کارشناسان عالی شورای جهانی صنایع دستی ارسال کردند. پس از بررسی‌های نهایی و اعلام نظر رؤسای چهار منطقه اروپا، آمریکای لاتین، آمریکای شمالی و آفریقا، خوشبختانه طبق نامه‌ای از سوی خانم غدا هیجاوی رئیس منطقه آسیا و اقیانوسیه و بر اساس اعلام رسمی دفتر رئیس شورای جهانی صنایع دستی، مشهد به عنوان شهر جهانی سنگ‌های قیمتی و لالجین به عنوان شهر جهانی سفال انتخاب شد.

## نگارخانه

شهبانو فرح پهلوی در دیدار از یک خانواده روستانشین لالجین در سال ۱۳۵۴
خانه‌ای مسکونی
یک اتاق پذیرایی.
دانش‌آموزان یک کلاس.
غروب لالجین.
کشاورزی در لالجین.
شبیه‌خوانی در لالجین.
سفالگر با چرخ سفالگری
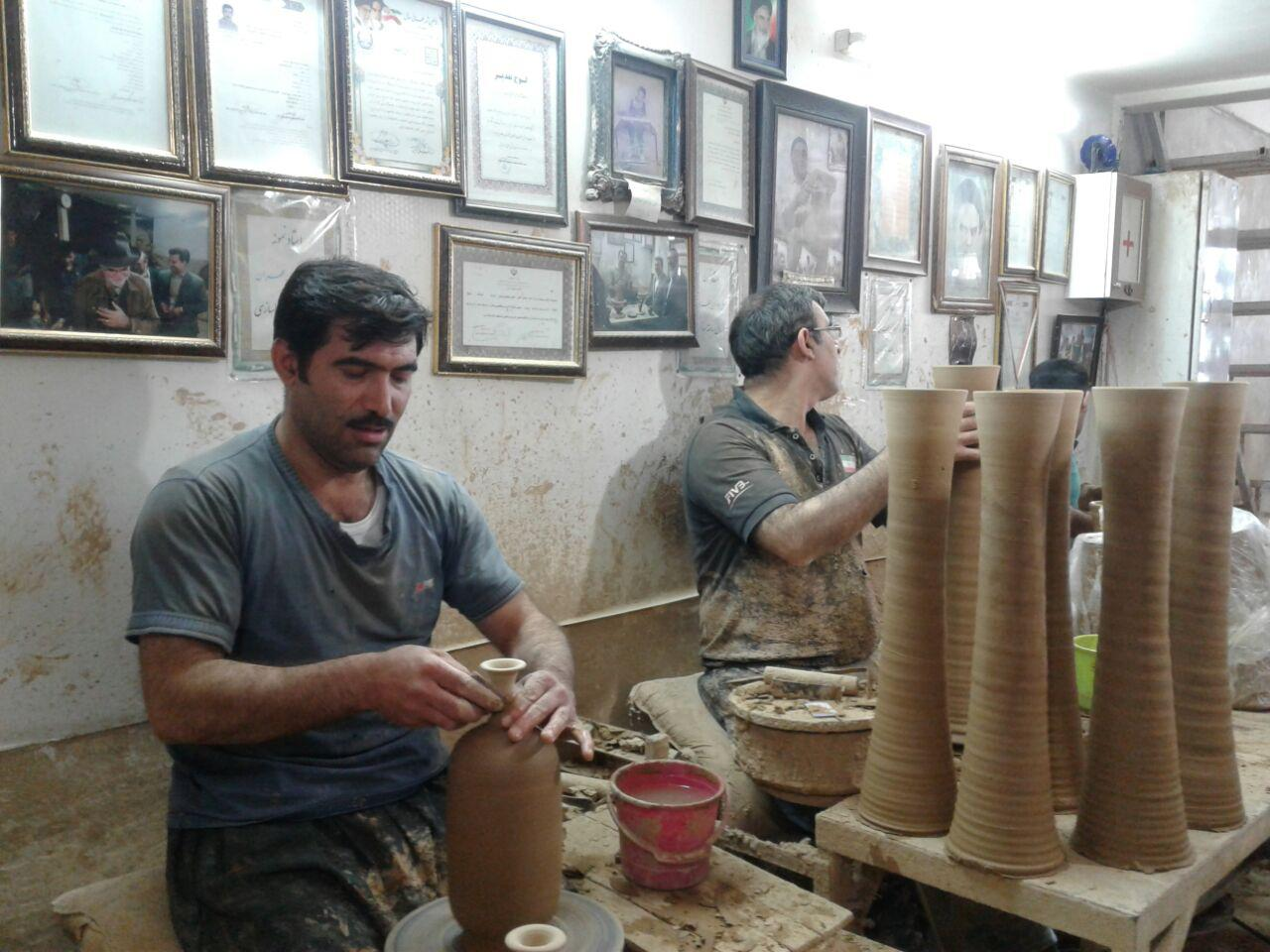
کارگاه سفالگری
نقشهٔ شهر لالجین
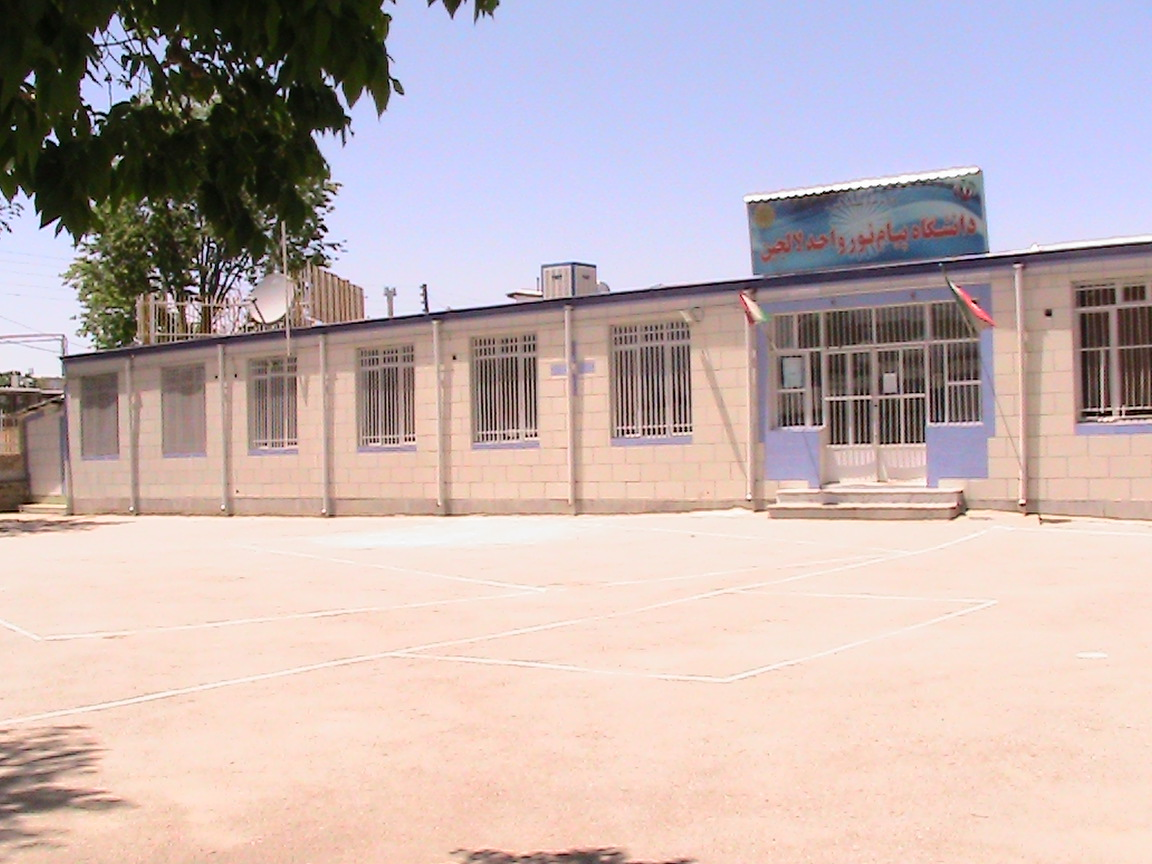
دانشگاه پیام نور لالجین.

## کتابشناسی لالجین
- بررسی تأثیر واردات محصولات چینی بر محصولات سفالی لالجینسیدهادی موسوی و فریا مخابری؛ همایش رویکردهای علمی و عملی برای ارتقاء صنعت سفال و سرامیک (آبان ۱۳۹۲)، دانشگاه پیام نور، همدان: ۱۳۹۲
- بررسی مختصر سفالینه‌های لالجینِ چمنِ اَنداجین، مصطفی رضایی، ایراندخت ماهیگیر و مریم سیفی، همایش رویکردهای علمی و عملی برای ارتقاء صنعت سفال و سرامیک (آبان ۱۳۹۲)، دانشگاه پیام نور، همدان: ۱۳۹۲
- بررسی مسائل صنعت سفالگری در ایران (مورد بررسی: مسائل سفالگری لالجین)، مختار مهدی‌زاده، پایان‌نامه کارشناسی ارشد، دانشگاه هنر، تهران: ۱۳۶۳
- پژوهش در خصوص هنر سفالگری لالجینسازمان میراث فرهنگی کشور: ۱۳۷۲
- تاریخ مفصل همدان، احمد صابری‌همدانی، نشر شاکر، قم: ۱۳۸۲
- تکنیک و فرهنگ سفالینهٔ لالجین، عباسعلی رسولی، (پایان‌نامه کارشناسی ارشد) دانشگاه ۱۳۷۵
- سفالگری در لالجین، مصطفی صدیق‌ایمانی و اصغر کریمی، نشریه هنر و مردم؛ دورهٔ جدید، ش ۱۳
- سفالگری در همدانحبیب‌الله ندیمی، مجله تماشا؛ دوره ۶، ش ۲۷۶، بیستم شهریور، تهران: ۱۳۵۵
- سفالگری لالجین (پایان‌نامه لیسانس)؛ حسین رشیدیان‌حصاری؛ دانشگاه تهران، دانشکده ادبیات و علوم انسانی، تهران: ۱۳۴۹
- سفالینه‌های لالجین پایان‌نامه لیسانس)؛ فروغ جاوید؛ دانشگاه تهران، دانشکده هنرهای زیبا، تهران:۱۳۵۲
- طرح توسعه و عمران جامع شهر لالجین. چاپ اول، تاریخ؟
- طرح مطالعاتی بخش لالجین، ص. ۱، بخشداری لالجین: دی ۱۳۷۶
- طرح نهایی کانون سفالگری در لالجین، محمدرضا صدفی- جواد میرشکرایی: ۱۳۵۲
- کوزه‌گران لالجین(پایان‌نامه کارشناسی ارشد)؛ رضا هاشمی، دانشگاه تهران، دانشکده هنرهای زیبا، تهران: ۱۳۴۹
- لعاب کاشی سفالمهدی انوشفر و عربعلی شروه، نشر جاودان خرد، تهران: ۱۳۸۵
- لَلین (لالجین) شهر هنرجواد حسینقلی‌پور، هفته‌نامهٔ سینا، همدان: ۱۳۸۷
- مطالعه شناختی خوشه سفال لالجین، سایت اینترنتی اطلاع‌رسانی خوشه‌های کسب وکار
- نقش و نگار سفالینه‌های لالجین، هوشنگ پورکریم، مجله هنر و مردم، دورهٔ جدید، شمارهٔ ۳۹ و ۴۰، دی - بهمن ۱۳۴۴